# Joel Thorne
Joel Thorne, né le 16 octobre 1914 à New York et mort le 17 octobre 1955 à Los Angeles, est un pilote automobile, ingénieur et playboy américain. Il meurt dans l'accident de son avion privé après une manœuvre que les témoins décrivent comme une « cascade ». Il s'écrase dans un immeuble, tuant huit résidents dont un enfant de deux mois,. Joel Thorne engageait des voitures de sa conception aux 500 miles d'Indianapolis. Il fabriquera par la suite des avions. Les 500 miles d'Indianapolis 1946 sont remportées par George Robson au volant d'une Thorne Engineering. Cette même année, Thorne avait proposé à Rudolf Caracciola de piloter pour lui, mais un accident lors des essais empêche l'allemand de participer à l'épreuve.

## Résultats aux500 milesd'Indianapolis
| Année | Pos. | Départ | no | Écurie             | Voiture                    | Qualification | Résultat/Abandon | Tours | Leader |
| ----- | ---- | ------ | -- | ------------------ | -------------------------- | ------------- | ---------------- | ----- | ------ |
| 1938  | 9    | 13     | 22 | Thorne Engineering | Shaw / Offy / Firestone    | 191,750 km/h  | + 15 tours       | 185   | 0      |
| 1939  | 7    | 20     | 8  | Thorne Engineering | Adams / Sparks / Firestone | 196,610 km/h  | 177,697 km/h     | 200   | 0      |
| 1940  | 5    | 10     | 8  | Thorne Donnelly    | Adams / Sparks / Firestone | 197,030 km/h  | + 3 tours        | 197   | 0      |
| 1941  | 31   | 23     | 5  | Thorne Engineering | Adams / Sparks / Firestone | 194,990 km/h  | Accident         | 4     | 0      |

| Départs        | 4 |
| Pole position  | 0 |
| Première ligne | 0 |
| Victoires      | 0 |
| Top 5          | 1 |
| Top 10         | 3 |
| Abandons       | 1 |